# Pittsburg (Illinois)
Pittsburg – wieś w Stanach Zjednoczonych, w stanie Illinois, w hrabstwie Williamson.